# Combat de Berry-au-Bac
Campagne de France
Batailles
Campagne de Russie (1812)
- Liste des batailles
- Mir
- Moguilev
- Ostrovno
- Vitebsk
- Kliastitsy
- Smolensk
- 1re Polotsk
- Valoutina Gora
- Moskova
- Moscou
- Winkowo
- 2e Polotsk
- Maloïaroslavets
- Gorodnia
- Czaśniki
- Viazma
- Smoliani
- Krasnoï
- Bérézina

Campagne d'Allemagne (1813)
- Dantzig
- Lunebourg
- Möckern
- Lützen
- Bautzen
- Reichenbach
- Haynau
- Luckau
- Hoyerswerda
- Lauenbourg
- Goldberg
- Gross Beeren
- Katzbach
- Dresde
- Kulm
- Dennewitz
- Peterswalde
- Liebertwolkwitz
- Leipzig
- Hanau
- Sehested
- Torgau
- Hambourg

Campagne de France (1814)
- Sainte-Croix-en-Plaine
- Besançon
- Mayence
- Metz
- Saint-Avold
- 1re Saint-Dizier
- Brienne
- La Rothière
- Campagne des Six-Jours (Champaubert
- Montmirail
- Château-Thierry
- Vauchamps)
- Mormant
- Montereau
- Bar-sur-Aube
- Saint-Julien
- Laubressel
- Berry-au-Bac
- Craonne
- Coutures
- Laon
- Soissons
- Mâcon
- Reims
- Saint-Georges-de-Reneins
- Limonest
- Arcis-sur-Aube
- Fère-Champenoise
- 2e Saint-Dizier
- Meaux
- Claye
- Villeparisis
- Paris

- Feistritz
- Caldiero (en)
- Trieste
- Mincio

- Hoogstraten (de)
- Anvers
- Berg-op-Zoom
- Courtrai

Le combat de Berry-au-Bac se déroule le 5 mars 1814 à Berry-au-Bac, dans le département de l'Aisne, et oppose la cavalerie française commandée par Napoléon Ier aux cosaques du général Ferdinand von Wintzingerode. Au cours de l'affrontement, les Français s'emparent du pont sur l'Aisne et refoulent les cavaliers russes, ce qui permet au reste des troupes de Napoléon de franchir la rivière.

## Prélude de la bataille
Après la capitulation de la ville de Soissons le 3 mars, le maréchal Gebhard von Blücher, encerclé par les troupes françaises de Napoléon Ier, parvient avec ses hommes à échapper à l'anéantissement. L'Empereur, qui voit sa manœuvre échouer, décide néanmoins de poursuivre les Prussiens et ordonne au général Nansouty de s'emparer du pont de Berry-au-Bac afin de permettre au reste de l'armée de franchir l'Aisne. Ce dernier part avec sa cavalerie, comprenant les lanciers polonais de la Garde impériale du général Pac et la division du général Exelmans. Le 5 mars, les Français arrivent devant la ville défendue par 2 000 cosaques russes appartenant au corps d'armée du général Wintzingerode, qui se sont positionnés en avant du pont.

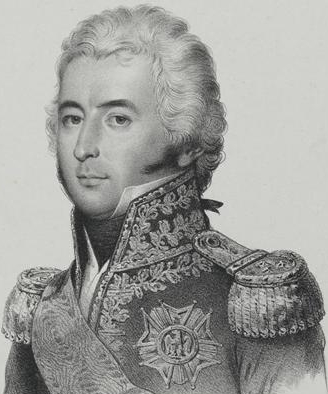
Le général Étienne de Nansouty.
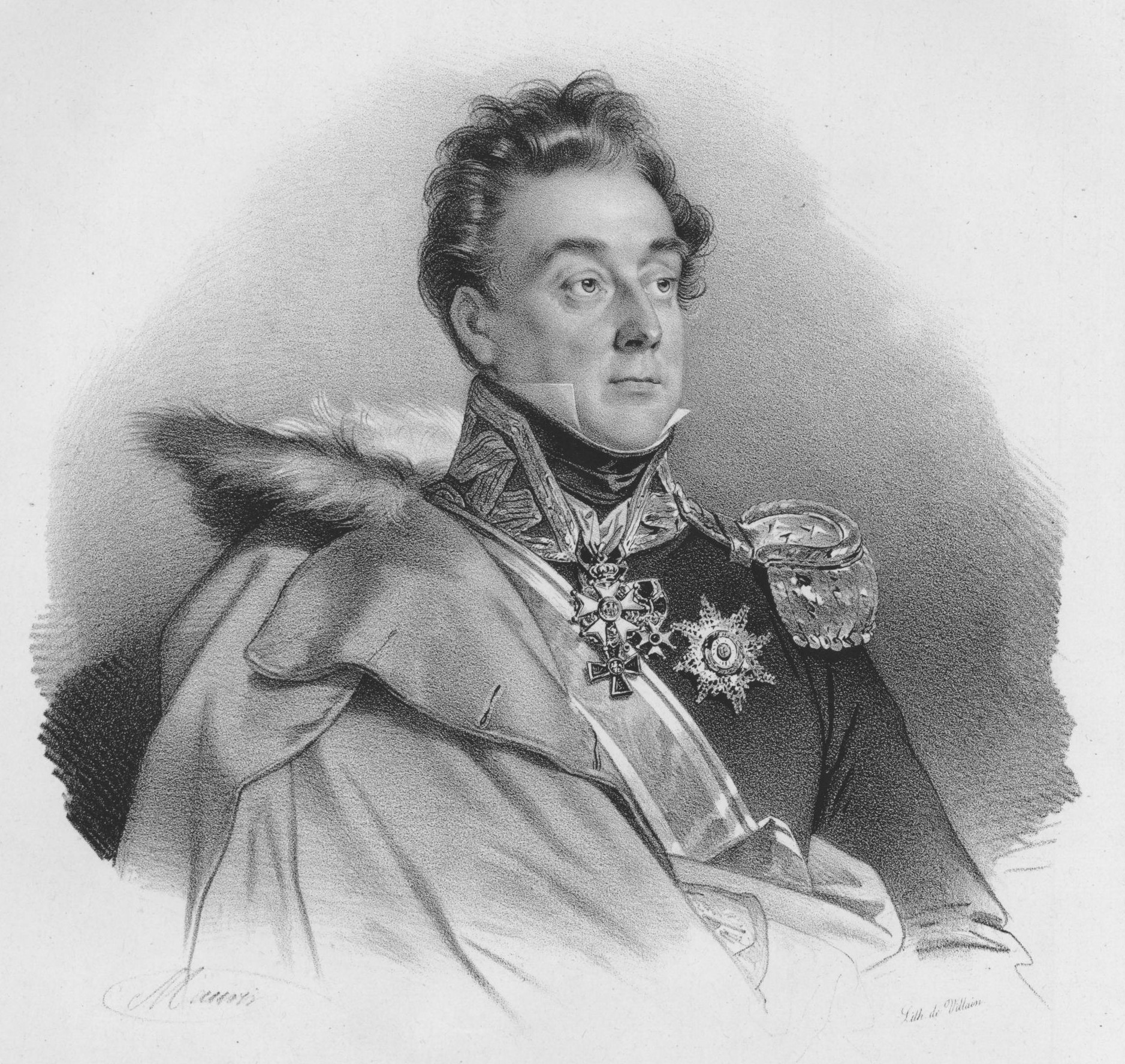
Le général Louis Michel Pac.
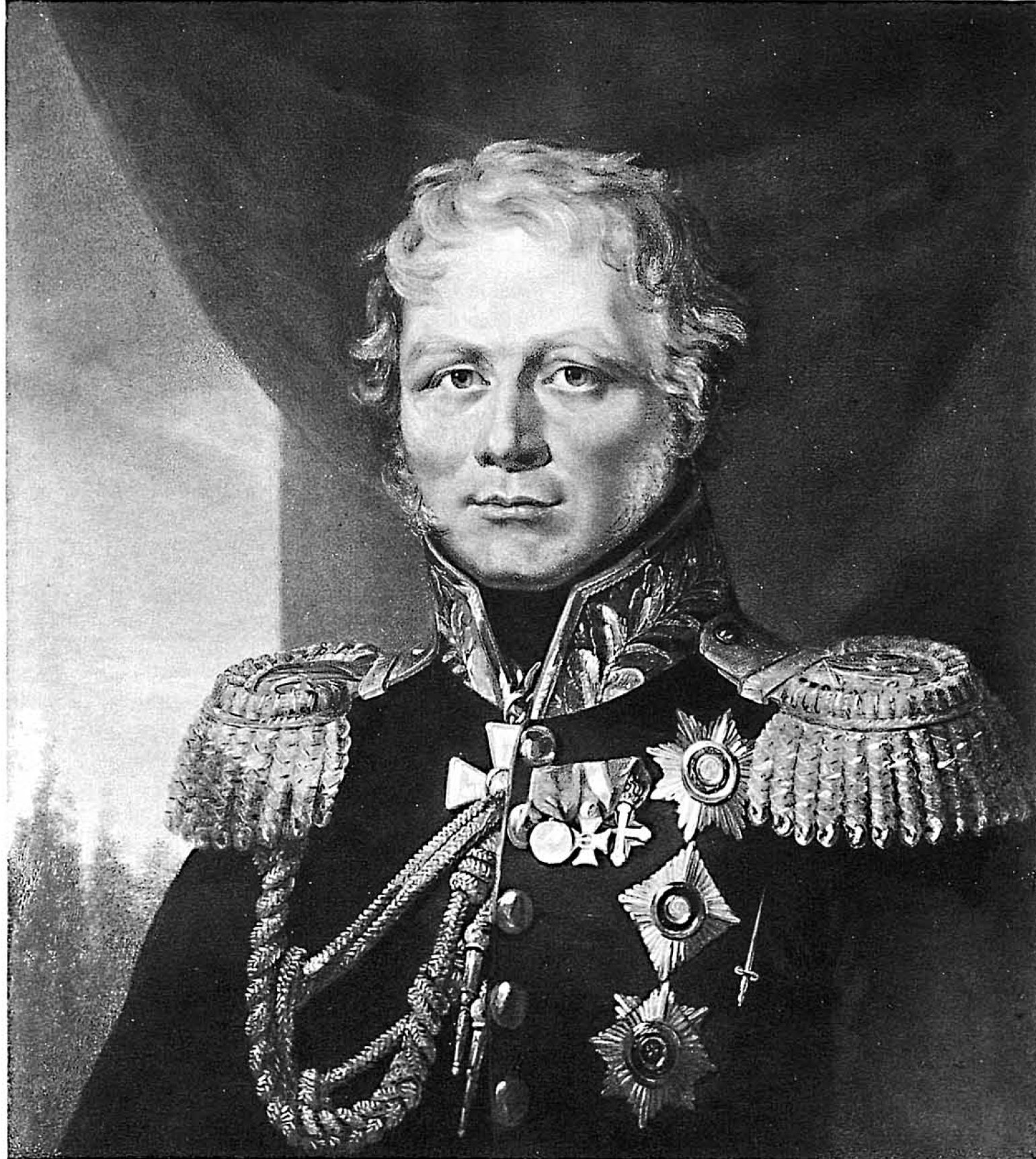
Le général Ferdinand von Wintzingerode.

## Déroulement

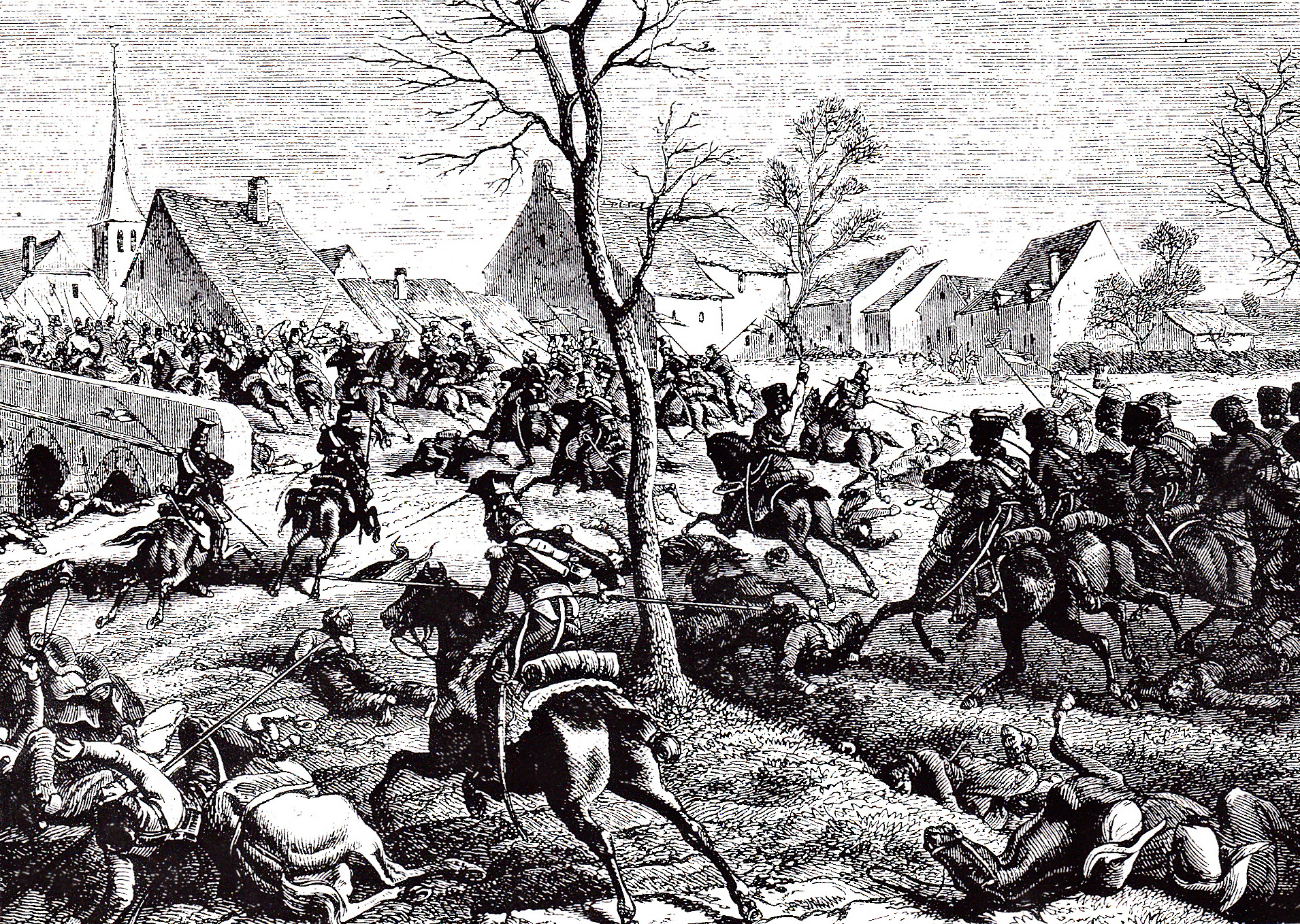
Sur cette composition de Félix Philippoteaux représentant le combat, les lanciers polonais suivis par les chasseurs à cheval de la Garde enlèvent le pont de Berry-au-Bac.

Les lanciers polonais, encouragés par la présence de Napoléon sur le champ de bataille, chargent les Russes qui sont rapidement enfoncés et doivent repasser le pont en désordre. Suivis par les escadrons de Nansouty et d'Exelmans, les cavaliers du général Pac traversent le pont au galop et se lancent à la poursuite des cosaques. Au cours de la mêlée, le chef d'escadron Ambroise Skarzynski arrache une lance à un cavalier russe et s'en sert pour mettre hors de combat plusieurs adversaires, imité en cela par d'autres officiers polonais.
Les fuyards russes tentent de se reformer au-delà de La Ville-aux-Bois, mais ils sont dispersés à nouveau par la cavalerie de la Garde et rejetés sur Corbeny,. Au cours de l'engagement, la troupe de Nansouty capture 200 cosaques ainsi que deux pièces d'artillerie et les bagages ennemis.

## Conséquences
Pour son action lors du combat, le chef d'escadron Skarzynski est fait baron de l'Empire. La prise du pont et de la ville de Berry-au-Bac permet aux corps des maréchaux Ney, Mortier et Marmont de traverser l'Aisne pour continuer à suivre l'armée prussienne en retraite. Blücher, informé de ce mouvement, installe ses hommes sur le plateau de Craonne pour stopper les Français, qui le rejoignent le 7 mars et le contraignent une nouvelle fois au repli après une dure bataille.